# NGC 5849
NGC 5849 este o liner situată în constelația Balanța. A fost descoperită în 6 iunie 1886 de către Francis Leavenworth. Se află la o distanță de 126,47 de megaparseci de Pământ.